# Sant Esteve de Vicfred
Sant Esteve de Vicfred és un edifici religiós del poble de Vicfred, al municipi de Sant Guim de la Plana (Segarra) inclòs en l'Inventari del Patrimoni Arquitectònic de Catalunya.

## Descripció
Església parroquial que presenta elements de períodes constructius molt diferents. Les seves dimensions són considerables i està construïda amb filades de carreus irregulars amb restes d'arrebossat. S'accedeix a l'església a través d'una porta rectangular amb llinda oberta al N.O., on encara avui es pot llegir la inscripció "1584", data en què es va construir les naus i la volta, mentre que el campanar, que es troba en un dels extrems del mur de tramuntana data del "1901", tal com indica una inscripció que trobem al primer cos de la torre. Aquesta església consta d'una nau principal i una nau lateral al Sud. Està constituïda per dos trams coberts amb volta de llunetes, un presbiteri rectangular i cor. Té una única nau lateral al Sud on trobem una capella amb volta de creueria i una petita cúpula sustentada per petxines. Tot l'interior de la nau es troba arrebossat i pintat de color blanc amb les nervadures de les voltes i les línies d'imposta grises.
A l'exterior observem la torre del campanar que és quadrangular i presenta dos cossos dividits per una motllura; s'obra una obertura d'arc de mig punt en cadascuna de les cares de la torre. Aquesta és coronada per una sèrie de merlets triangulars que recorren tot el perímetre del campanar.
Adjunt a l'església trobem una construcció que antigament havia funcionat com a rectoria i que en el dia d'avui és un habitatge unifamiliar que no té cap vincle amb l'edifici.

## Història
Aquesta és l'església parroquial de Sant Esteve de Vicfred. A llevant del nucli, on hi hagué l'antiga porta, hi figura a la llinda la data de 1585. El campanar, però, és de 1901.
La jurisdicció eclesiàstica depengué des de 1162 del monestir d'Ager, igual que la seva sufragània de Sant Esteve de Comabella. Quan aquesta jurisdicció exempta fou agregada a la diòcesi de Lleida, passà a formar part del bisbat, creant un enclavament entre els bisbats d'Urgell i Solsona. El 1956, juntament amb les esglésies de Sant Jaume de la Manresana i Sant Pere de Castellnou d'Oluges foren cedides al bisbat de Solsona.